# Resolució 1802 del Consell de Seguretat de les Nacions Unides
La Resolució 1802 del Consell de Seguretat de les Nacions Unides fou adoptada per unanimitat el 25 de febrer de 2008. Després d'examinar la situació a Timor Oriental, el Consell va ampliar el mandat de la Missió de les Nacions Unides a Timor Oriental (UNMIT) per un any, fins al 26 de febrer de 2009, als actuals nivells autoritzats i va condemnar en els termes més forts dels atacs contra el President i el primer ministre de Timor Oriental l'11 de febrer com un atac contra les institucions legítimes del país. La resolució fou presentada per Austràlia, Nova Zelanda, Portugal i Sud-àfrica, després d'haver escoltat recomanacions sobre la Missió pel Secretari General Adjunt d'Operacions de Manteniment de la Pau Jean-Marie Guéhenno i del Representant Permanent de les Nacions Unides a Timor Oriental, Nelson Santos, el 21 de febrer.

## Detalls
El Consell demana al govern de Timor Oriental en primer lloc, que porti davant la justícia els responsables dels atemptats de l'11 de febrer i que la gent es mantingui tranquil·la, mantingui la moderació i mantingui l'estabilitat al país, en segon lloc que segueixi treballant, amb la col·laboració de la Missió de les Nacions Unides a Timor Oriental, en una revisió exhaustiva del futur paper i les necessitats del sector de la seguretat. Va demanar a la UNMIT que treballés amb els socis per intensificar els esforços per ajudar a la formació, la tutoria, el desenvolupament institucional i l'enfortiment de la Policia Nacional de Timor Oriental (PNTL).